# An Insomniac's Nightmare
An Insomniac's Nightmare är en amerikansk kortfilm från 2003 med Dominic Monaghan i huvudrollen.

## Handling
Filmen handlar om en kille vid namn Jack. Han lider av sömnlöshet, hallucinerar massor av saker och försöker komma fram till "verkligheten".

## Om filmen
Filmen är inspelad i New York och hade världspremiär vid Westchester Film Festival den 12 mars 2003. Den har inte haft svensk premiär.

## Rollista (komplett)

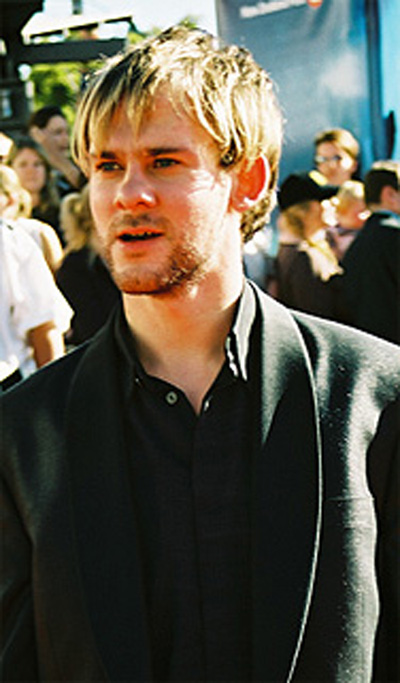
Dominic Monaghan som spelar Jack

- Dominic Monaghan - Jack
- Daniel Burke - Lonnie
- Ellen Sachs - flickan
- Alex Scelso - pojken
- Stuart Emmons - barn
- Tad Joseph Wells - hunden (röst)
- Zoe Johnson - barn
- Anne Thompson - barn
- Maya Johnson - barn